# Kinosternon hirtipes
Kinosternon hirtipes är en sköldpaddsart som beskrevs av  Johann Georg Wagler 1830. Kinosternon hirtipes ingår i släktet Kinosternon, och familjen slamsköldpaddor. IUCN kategoriserar arten globalt som livskraftig.

## Underarter
Arten delas in i följande underarter:
- K. h. hirtipes, Mexico (Morelos),[5][1] Mycket sällsynt, eventuellt utrotad.[1]
- K. h. murrayi,  USA (Big Bend i Texas) och Mexico (Coahuila, Chihuahua, Zacatecas, Jalisco, Michoacán och Sinaloa).[5][1]
- K. h. chapalense,  Mexico (Jalisco och Michoacán),[5][1] Vanlig.[1]
- K. h. magdalense,  Mexico (Magdalenadalen i Michoacán),[5] Sällsynt.[1]
- K. h. megacephalum, Mexico (Coahuila),[5][1] Utrotad.[5][1]
- K. h. tarascae
- K. h. tarascense,  Mexico (Lago de Pátzcuaro i Michoacán),[5][1] Sällsynt.[1]

## Beskrivning
Hanar blir mellan 9,5 och 15,2 cm långa och honor mellan 8,2 och 14 cm.

## Fortplantning
Honor lägger ägg flera (upp till fyra) gånger per år med ett till sex ägg per kull.

## Utbredning
Arten finns i USA (Texas) och i Mexiko (Chihuahua, Durango och Zacatecas). Det finns också en population i San Luis Potosi i Mexico som är inplanterad.

## Habitat
Arten finns i permanenta vattendrag och vattensamlingar i gräslandskap på höjder av mellan 800 och 2400 meter över havet.

## Föda
Arten äter i stort sett uteslutande animalisk föda, exempelvis sniglar, insekter, skaldjur, maskar, fiskar och grodor.

## Hot
Flera populationer, särskilt de nära bebyggelse, är starkt hotade av habitatförstöring på grund av föroreningar och at människor använder vattnet. Vissa populationer jagas också då de upplevs som skadedjur.
Underarten K. h. hirtipes är eventuellt utrotad på grund av att man har introducerat K.integrum till samma område där den senare har blivit vanlig och då eventuellt har konkurrerat ut K. h. hirtipes. Detta samband är inte fullt klarlaggt.